# Getafe (Bohol)
Getafe (alternativ: Jetafe) ist eine philippinische Stadtgemeinde in der Provinz Bohol. Sie hat 30.955 Einwohner (Zensus 1. August 2015).

## Baranggays
Getafe ist politisch unterteilt in 24 Baranggays.

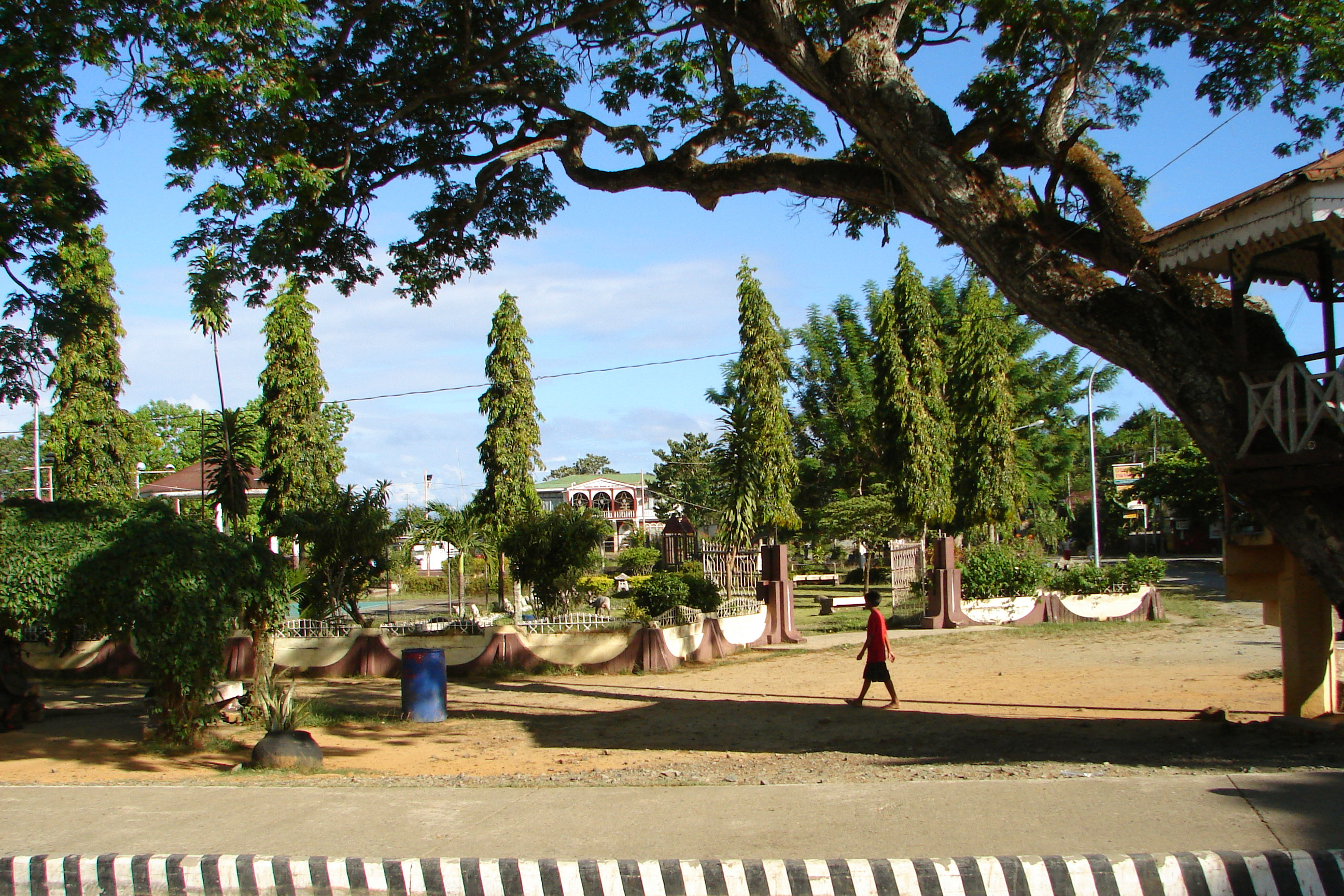
Poblacion

| - Alumar - Banacon - Buyog - Cabasakan - Campao Occidental - Campao Oriental - Cangmundo - Carlos P. Garcia - Corte Baud - Handumon - Jagoliao - Jandayan Norte | - Jandayan Sur - Mahanay (Mahanay Island) - Nasingin - Pandanon - Poblacion - Saguise - Salog - San Jose - Santo Niño - Taytay - Tugas - Tulang |

## Schwesterstadt
- Getafe in Spanien, seit 16. November 1990